# Павлов, Григорий Родионович
Григорий Родионович Павлов (10 февраля 1920 — 5 ноября 1994) — лётчик-ас, генерал-лейтенант авиации, участник Великой Отечественной войны, Герой Советского Союза (1943), Заслуженный военный лётчик СССР (19.08.1965).

## Биография
Григорий Павлов родился 10 февраля 1920 года в деревне Керасиново (ныне — Высокогорский район Татарстана). После окончания семи классов школы и школы фабрично-заводского ученичества работал в Казани. В 1938 году Павлов был призван на службу в Рабоче-крестьянскую Красную Армию. В 1940 году он окончил Чкаловское военное авиационное училище. С июня 1941 года — на фронтах Великой Отечественной войны. Принимал участие в боях на Северо-Кавказском и Юго-Западном фронтах в составе 91-го и 427-го истребительных авиационных полков.
К июню 1943 года гвардии старший лейтенант Григорий Павлов был заместителем командира эскадрильи 42-го гвардейского истребительного авиаполка 9-й гвардейской истребительной авиадивизии 4-й воздушной армии Северо-Кавказского фронта. К тому времени он совершил 378 боевых вылетов, принял участие в 61 воздушном бою, сбив 11 вражеских самолётов лично и ещё 5 — в составе группы.
Указом Президиума Верховного Совета СССР от 22 сентября 1943 года за «мужество и героизм, проявленные в воздушных боях с немецкими захватчиками» гвардии старший лейтенант Григорий Павлов был удостоен высокого звания Героя Советского Союза с вручением ордена Ленина и медали «Золотая Звезда» за номером 1152.
К марту 1945 года выполнил 507 боевых вылетов, провёл 108 воздушных боёв, сбил 17 самолётов противника лично и 2 в составе группы.
После окончания войны Павлов продолжил службу в Советской Армии. В 1949 году он окончил Военно-воздушную академию, в 1960 году — Военную академию Генерального штаба. Последняя должность — командующий ВВС Северо-Кавказского военного округа. В 1980 году в звании генерал-лейтенанта Павлов вышел в отставку. Проживал в Ростове-на-Дону с 1978 по 1993 годы, в 1993 году переехал в Киев. Автор воспоминаний. Умер 5 ноября 1994 года, похоронен на Лукьяновском военном кладбище Киева.
Заслуженный военный лётчик СССР. Был также награждён четырьмя орденами Красного Знамени, двумя орденами Отечественной войны 1-й степени, двумя орденами Красной Звезды, орденом «За службу Родине в Вооружённых Силах СССР» 3-й степени, рядом медалей.

## Мемуары
- Павлов Г. Р. Друзья мои - однополчане [42-й гвардейский истребительный авиационный полк]. — Ростов н/Д: Книжное издательство, 1978.
- Павлов Г. Р. Вам взлёт! — Краснодар: Книжное издательство, 1981.
- Павлов Г. Р. Однополчане. — М.: ДОСААФ, 1985.
- Павлов Г. Р. Крылья мужества. — Казань: Татарское книжное издательство, 1988.
- Павлов Г. Р. Воздушный бой под Краматорском (глава из неопубликованной рукописи воспоминаний). // Военно-исторический журнал. — 2000. — № 5. — С.29-32.